# Jürgen Flimm
Jürgen Flimm (Gießen, 1941. július 17. – 2023. február 4.) német rendező, színész, színházigazgató.

## Élete
Werner és Ellen Flimm gyermekeként született.
Egyetemi tanulmányait a Kölni Egyetemen végezte el.
1971-1972 között a müncheni Kamaraszínház rendezője volt. 1972-1973 között a mannheimi Nemzeti Színházban rendezett. 1973-1974 között a hamburgi Thalia Színház főrendezőjeként dolgozott.
1974-től öt évig különböző városokban dolgozott (pl. München, Hamburg, Bochum, Frankfurt am Main, Zürich, Amszterdam, Salzburg, Bécs, Milánó). 1979-1985 között a kölni színház rendezője volt. 1985-től 15 évig a hamburgi Thalia Színház igazgatója. 1999-2003 között a Német Színházi Egyesület elnöke. 
2001-2004 között, valamint 2006 óta a Salzburgi Ünnepi Játékok ügyvezető igazgatója. 2005 óta a Ruhr Színház felügyelője.

## Színházi rendezései
- Ibsen: Peer Gynt (1985)
- William Shakespeare: Hamlet (1986)
- Csehov: Platonov (1989)
- William Shakespeare: Lear király (1992)
- Csehov: Ványa bácsi (1995)
- William Shakespeare: Ahogy tetszik (1998)
- Csehov: Három nővér (1999)
- Mozart: Così fan tutte (2000)
- Büchner: Leonce és Léna
- William Shakespeare: III. Richárd
- Mamet: Oleanna
- Molière: Tartuffe
- Strauss: Salome

## Filmjei

### Színészként
- Der Unfall (1968)
- Die Hupe – Eine Schülerzeitung (1969)
- Tetthely (1971-1974)
- Sein Schutzengel (1971)
- Freitags dienstbereit – Passage-Apotheke (1971)
- Mordkommission (1974)
- Die schöne Marianne (1975)
- Engel aus Eisen (1981)
- Looping – Der lange Traum vom kurzen Glück (1981)
- Der Passagier – Welcome to Germany (1988)
- Der Einbruch (1991)
- Der gute Merbach (1994)

### Rendezőként
- Fegefeuer in Ingolstadt (1972)
- Polly oder Die Bataille am Bluewater Creek (1975)
- Turandot oder Der Kongreß der Weißwäscher (1975)
- Ein Herz und eine Seele (1976)
- Die Geburtstagsfeier (1978)
- Uns reicht das nicht (1978)
- Das Käthchen von Heilbronn (1980)
- Polnischer Sommer (1981)
- Die Wupper (1985)
- Das Mädl aus der Vorstadt (1989)
- Wer zu spät kommt – Das Politbüro erlebt die deutsche Revolution (1990)
- Der Schwierige (1991)
- Die Wildente (1994)
- Through Roses (1997)
- Käthchens Traum (2004)

## Művei
- Theaterganger (2004)